# Тонга на летних юношеских Олимпийских играх 2014
Тонга на летних юношеских Олимпийских играх 2014, проходивших в китайском Нанкине с 16 по 28 августа, была представлена тремя спортсменами в трёх видах спорта.

## Состав и результаты

### Плавание
Тонга представлял один пловец.

#### Девушки
| Спортсмен     | Дисциплина               | Предварительный заплыв | Предварительный заплыв | Полуфинал             | Полуфинал             | Финал                 | Финал                 |
| Спортсмен     | Дисциплина               | Время                  | Место                  | Время                 | Место                 | Время                 | Место                 |
| ------------- | ------------------------ | ---------------------- | ---------------------- | --------------------- | --------------------- | --------------------- | --------------------- |
| Калина Пануве | 50 метров вольным стилем | 35,15                  | 47                     | Завершила выступление | Завершила выступление | Завершила выступление | Завершила выступление |
| Калина Пануве | 50 метров брассом        | 42,42                  | 38                     | Завершила выступление | Завершила выступление | Завершила выступление | Завершила выступление |

### Стрельба из лука
Тонга тройственной комиссией было предоставлено одно место для участия.

#### Индивидуальное первенство
| Спортсмен   | Дисциплина | Рейтинговый раунд | Рейтинговый раунд | 1/16 финала                 | 1/8 финала            | Четвертьфинал         | Полуфинал             | Финал/Матч за 3-е место | Место |
| Спортсмен   | Дисциплина | Очки              | Отсеян            | Соперник Очки               | Соперник Очки         | Соперник Очки         | Соперник Очки         | Соперник Очки           | Место |
| ----------- | ---------- | ----------------- | ----------------- | --------------------------- | --------------------- | --------------------- | --------------------- | ----------------------- | ----- |
| Люси Татафу | Девушки    | 613               | 26                | Фанг Тзу-Юн Тайвань П 1 — 7 | Завершила выступление | Завершила выступление | Завершила выступление | Завершила выступление   | 17    |

#### Командное первенство
Легенда: Q — квалифицированы.
| Спортсмены                              | Дисциплина        | Рейтинговый раунд | Рейтинговый раунд | 1/16 финала                                 | 1/8 финала                                                  | Четвертьфинал         | Полуфинал             | Финал/Матч за 3-е место | Место                 |
| Спортсмены                              | Дисциплина        | Очки              | Отсеян            | Соперникии Очки                             | Соперникии Очки                                             | Соперники Очки        | Соперники Очки        | Соперники Очки          | Место                 |
| --------------------------------------- | ----------------- | ----------------- | ----------------- | ------------------------------------------- | ----------------------------------------------------------- | --------------------- | --------------------- | ----------------------- | --------------------- |
| Люси Татафу Тонга Андреас Майр Германия | Смешанная команда | 1291              | 2                 | Хана Элшими Египет Атул Верма Индия В 6 — 0 | Синтия Фрейвалд Германия Мохамед Золкепели Малайзия П 4 — 5 | Завершили выступление | Завершили выступление | Завершили выступление   | Завершили выступление |

### Тяжёлая атлетика
Тонга тройственной комиссией было предоставлено одно место для участия.

#### Юноши
| Спортсмен  | Весовая категория | Рывок     | Рывок | Толчок    | Толчок | Всего | Место |
| Спортсмен  | Весовая категория | Результат | Место | Результат | Место  | Всего | Место |
| ---------- | ----------------- | --------- | ----- | --------- | ------ | ----- | ----- |
| Чирк Манзо | До 77 кг          | 89        | 10    | 112       | 10     | 201   | 10    |